# Jules Rochard
Pour les articles homonymes, voir Rochard.
Jules Rochard, né le 30 octobre 1819 à Saint-Brieuc en France, mort le 13 septembre 1896 à Versailles, est un médecin et chirurgien de la Marine, professeur de médecine, inspecteur général de la Marine, président de l'Académie nationale de médecine.

## Biographie
Jules Rochard naît à Saint-Brieuc en Bretagne le 30 octobre 1819. Il est le fils de Godard Rochard, capitaine, chevalier de la Légion d'honneur, et de Julie Marie Gac, marchande.
Il s'engage à dix-huit ans dans la Marine, dans le service de santé, et exerce successivement aux Antilles, au Sénégal, à Cayenne en Guyane, dans l'océan Indien et à Terre-Neuve. Il est chirurgien de 3e classe en 1837, de 2e classe en 1841 et de 1re classe en 1845. Il est reçu en 1847 docteur en médecine.
Il commence l'année suivante sa carrière scientifique, en 1848 en tant que chef des travaux anatomiques à l'École nationale de médecine de Brest. Il est reçu au concours de médecin-professeur en 1850. Il devient ensuite premier chirurgien en chef en 1863, puis directeur.
Jules Rochard enseigne l'anatomie, la physiologie, la médecine opératoire, la clinique chirurgicale, la médecine administrative, la médecine légale. Il devient en juillet 1870 directeur du service de santé, puis inspecteur général du service de santé de la Marine en décembre 1875.
Il part en mission d'inspection à Toulon pour les deux épidémies de choléra de 1884 et 1885. En 1886, les fonctions d'inspecteur général du service de santé sont supprimées, et il doit prendre sa retraite.
Il publie de nombreux ouvrages scientifiques ainsi que des ouvrages de vulgarisation, écrit des rapports aux autorités. Il publie des articles dans la Revue d'Hygiène, à l'Union médicale, au Temps et à la Revue des Deux Mondes. Pendant sa retraite, il écrit plus particulièrement des livres sur l'hygiène et sur l'éducation.
Élu en 1877 à l'Académie nationale de médecine, il en est élu en 1893 le président pour l'année 1894,. Il est également membre ou correspondant de nombreuses autres sociétés savantes françaises et étrangères.
Il est élevé au rang de grand officier de la Légion d'honneur le 6 avril 1886, au titre du ministère de la Marine et des colonies.
Jules Rochard meurt le 13 septembre 1896 à Versailles.

## Iconographie, monuments, odonymie

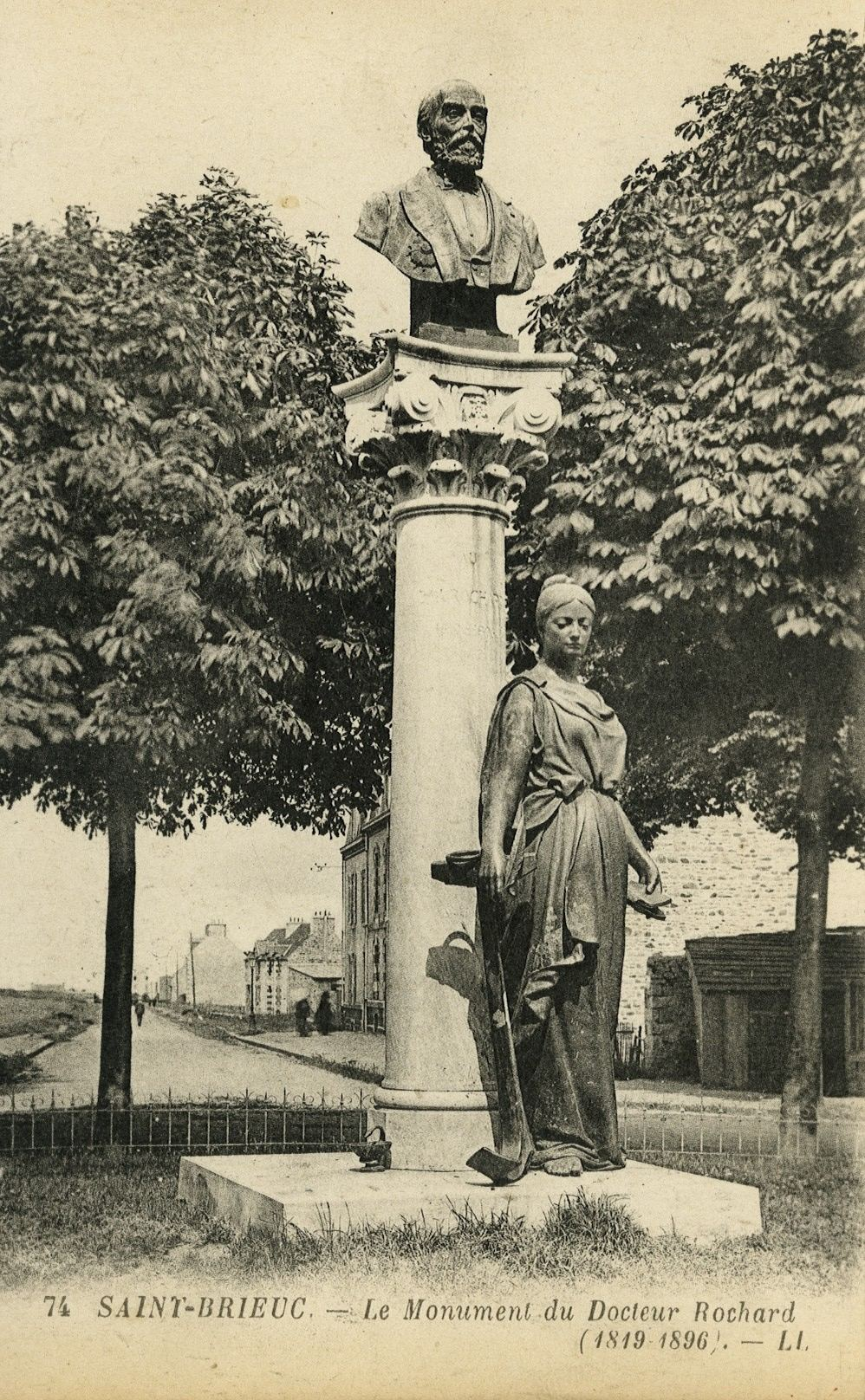
Le monument du docteur Rochard, à Saint-Brieuc.

Un tableau le représentant figure dans les collections de la bibliothèque interuniversitaire de santé. Il est de Vincent Vidal (1811-1887), et daté de 1884. Il porte l'inscription « Jules Rochard, Inspecteur Général du service de santé de la Marine ».
Le « monument du docteur Rochard » est élevé à Saint-Brieuc, réalisé par le sculpteur Louis Breitel. Il est constitué d'une colonne à laquelle est adossée une allégorie de la santé, et surmonté d'un buste de Jules Rochard. Il est inauguré le 19 août 1900. Ce buste en bronze est une des œuvres d'art victimes de la mobilisation des métaux non ferreux et fondu par le régime de Vichy. Il est remplacé par une copie installée en 1981.
Le rond-point du docteur Rochard, à Saint-Brieuc, est le rond-point où est situé ce monument.
Une rue porte également son nom à Brest.

## Principales publications
- De la non-identité de la colique de plomb et de la colique sèche des pays chauds, 1856.
- De l'Influence de la navigation et des pays chauds sur la marche de la phthisie pulmonaire, 1858.
- Histoire de la chirurgie française au XIXe siècle. Étude historique et critique sur les progrès faits en chirurgie et dans les sciences qui s'y rapportent, 1875.
- Comité consultatif d'hygiène publique de France. Rapport sur les jouets en caoutchouc vulcanisé combiné avec l'oxyde de zinc, et sur les dangers qu'ils peuvent présenter, 1878.
- Rapport adressé à l'Académie de médecine de Paris sur la décoration des jouets en caoutchouc par des substances inoffensives, 1880.
- Les Eaux minérales dans les affections chirurgicales, 1884.
- La Valeur économique de la vie humaine, 1886.
- L'Enfant dans les classes laborieuses, 1888.
- Encyclopédie d'hygiène et de médecine publique, 1890.
- L'éducation de nos fils, 1890.
- Instruction sur les secours à donner aux blessés, Paris, Chaix, 1891.
- Questions d’hygiène sociale, Paris, Hachette et Cie, 1891.
- L'éducation de nos filles, 1892.
- Traité d’hygiène, de médecine et de chirurgie navales, avec D. M. Bodet, Paris, L. Battaille et Cie, 1896.
- Traité d’hygiène publique et privée, Paris, O. Doin, 1897.